# ОШ „Вук Караџић” Печењевце
ОШ „Вук Караџић” у Печењевцу, једна је од установа основног образовања на територији града Лесковца, основана 1877. године.